# Euchaetis longibracteata
Euchaetis longibracteata là một loài thực vật có hoa trong họ Cửu lý hương. Loài này được Schltr. mô tả khoa học đầu tiên năm 1897.